# Allaines-Mervilliers
Allaines-Mervilliers era una comuna francesa que estaba situada en el departamento de Eure y Loir, de la región de Centro-Valle del Loira que el 1 de enero de 2019 pasó a formar parte de la comuna nueva de Janville-en-Beauce.

## Historia
Fue creada en 1972 con la unión de las comunas de Allaines y Mervilliers.

## Demografía
| Gráfica de evolución demográfica de Allaines-Mervilliers entre 1975 y 2016 |
|                                                                            |

Los datos demográficos contemplados en este gráfico de la comuna de Allaines-Mervilliers se han cogido de 1975 a 1999 de la página francesa EHESS/Cassini, y los demás datos de la página del INSEE.